# Pierre-Jean Rémy

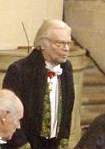
Pierre-Jean Rémy

Pierre-Jean Rémy (Geburtsname: Jean-Pierre Angremy) (* 21. März 1937 in Angoulême; † 28. April 2010 in Paris) war ein französischer Diplomat und Schriftsteller.

## Biografie

### Studien und Aufstieg zum Botschafter
Nach der Schulausbildung am Lycée Condorcet studierte er von 1955 bis 1958 Rechtswissenschaften am Institut d’études politiques de Paris, das er mit einem Lizenziat abschloss, und belegte darüber hinaus im Nebenfach Wirtschaftswissenschaften. Im Anschluss studierte er Soziologie an der Sorbonne und wurde danach Assistent von Herbert Marcuse am Lehrstuhl für Philosophie und Politikwissenschaft an der Brandeis University in Waltham (Massachusetts), wo er auch Freundschaft mit dem französischen Dichter Claude Vigée schloss. Nach seiner Rückkehr nach Frankreich begann er 1961 ein Studium an der Verwaltungshochschule École nationale d’administration (ENA), das er 1963 mit einer Diplomarbeit über den Revolution Antoine de Saint-Just abschloss.
Im Anschluss trat er in den Diplomatischen Dienst und wurde zunächst Vizekonsul in Hongkong sowie im Anschluss 1964 Zweiter Sekretär an der Botschaft in der Volksrepublik China. Nach seiner Rückkehr nach Europa wurde er 1966 zunächst Zweiter und dann bis 1971 Erster Sekretär an der Botschaft im Vereinigten Königreich. Danach war er für eine kurze Zeit Mitarbeiter in der Generaldirektion für Kulturbeziehungen im Außenministerium am Quai d’Orsay, ehe er 1972 zur öffentlich-rechtlichen Rundfunkanstalt Office de Radiodiffusion Télévision Française (ORTF) abgeordnet wurde, wo er zunächst Direktor wurde und danach als Stellvertretender Generaldirektor für die Harmonisierung der Rundfunkprogramme verantwortlich war. In dieser Funktion war er auch Präsident der Kommission für die Koproduktionen in Film und Fernsehen sowie Mitglied der Kommission für die staatliche Filmförderungsbehörde (Centre national du cinéma et de l’image animée, CNC).
1975 kehrte er in den Diplomatischen Dienst zurück und wurde Botschaftsrat für Kultur an der Botschaft im Vereinigten Königreich. 1979 erfolgte seine Ernennung zum Direktor für Theater und Veranstaltungen im Kulturministerium sowie 1981 zum Projektleiter für die Opéra Bastille. 1985 wurde er Generalkonsul in Florenz und nach seiner Rückkehr im April 1987 Generaldirektor für kulturelle, wissenschaftliche und technische Beziehungen im Außenministerium. Daraufhin war er zwischen 1990 und 1994 Botschafter und Ständiger Vertreter Frankreichs bei der UNESCO sowie zugleich im Oktober 1992 Mitglied des Exekutivrates der UNESCO.
Im März 1994 wurde er Direktor der Académie de France à Rome in Rom (Villa Medici). Anschließend war er von Januar 1997 bis 2002 Präsident der Nationalbibliothek (Bibliothèque nationale de France).

### Schriftstellerische Tätigkeit und Ehrungen
Neben seiner diplomatischen Laufbahn war Angremy unter seinem Geburtsnamen sowie seit 1963 unter dem Pseudonym „Pierre-Jean Rémy“ als Schriftsteller tätig und verfasste im Laufe seines Lebens 67 Romane und unzählige Essays. Zu seinen weiteren Pseudonymen gehörten Nicolas Meilcour, Raymond Marlot, Jean-René Pallas sowie Pierre Lempety. Außerdem war er viele Jahre als Theaterkritiker beim Wochenmagazin „Le Point“ sowie als Musikkritiker bei den Magazinen „Harmonie“, „Diapason“ sowie „Revue des Deux Mondes“ tätig.
Für seinen Roman „Le Sac du Palais d'été“ (Gallimard) erhielt er 1971 den Prix Renaudot. Für die Novelle „L'Orient-Express II“ wurde ihm 1984 der Erzählpreis der Académie française verliehen sowie 1986 für den Roman „Une ville immortelle“ der Grand Prix du Roman de l’Académie française.
Zu seinen wichtigsten Werken gehören daneben:
- „Et Gulliver mourut de sommeil“, Julliard, 1962.
- „Midi ou l'Attentat“, Julliard, 1963.
- „Mémoires secrets pour servir à l'histoire de ce siècle“, Gallimard, 1974.
- „Callas, une vie“, Éditions Ramsay 1978, Albin Michel 1997 (Biografie)
- „Don Juan“, Albin Michel, 1982.
- „Comédies italiennes“, Flammarion, 1984.
- „Berlioz“, Albin Michel, 2002.
- „Villa Médicis : Journal de Rome“, Odile Jacob, 2008.
- „Voyage présidentiel“, Éditions du Seuil, 2010 (posthum).

Für seine Verdienste wurde er am 16. Juni 1988 als Nachfolger des Religionswissenschaftlers und Soziologen Georges Dumézil zum Mitglied der Académie française berufen und war dort bis zu seinem Tod Inhaber des Sitzes 40 (Fauteuil 40).
Außerdem wurde er Commandeur de la Légion d’Honneur (C. LH), Offizier des Ordre national du Mérite sowie Kommandeur des Ordre des Arts et des Lettres.